# Гилцешть
Гилцешть, Гилцешті (рум. Gâlțești) — село у повіті Васлуй в Румунії. Входить до складу комуни Пуєшть.
Село розташоване на відстані 247 км на північний схід від Бухареста, 28 км на південний захід від Васлуя, 80 км на південь від Ясс, 118 км на північ від Галаца.

## Населення
За даними перепису населення 2002 року у селі проживали 153 особи, усі — румуни. Усі жителі села рідною мовою назвали румунську.